# Émile Cambiaggio
Émile Cambiaggio, né le 4 septembre 1857 à Marseille et mort le 6 avril 1930 à Paris, est un peintre français.

## Biographie
Émile Cambiaggio est le fils de Philippe Cambiaggio et de Blanche Semeriva.
Élève d'Henri Lehmann, d'Ernest Hébert et de Gabriel Ferrier, il expose au Salon de 1883.
En 1894, il épouse à Saint-Ouen-sur-Seine Marie Antoinette Chauvin (1864-1950).
Il meurt à son domicile de la cité des Bains à l'âge de 72 ans.

## Galerie

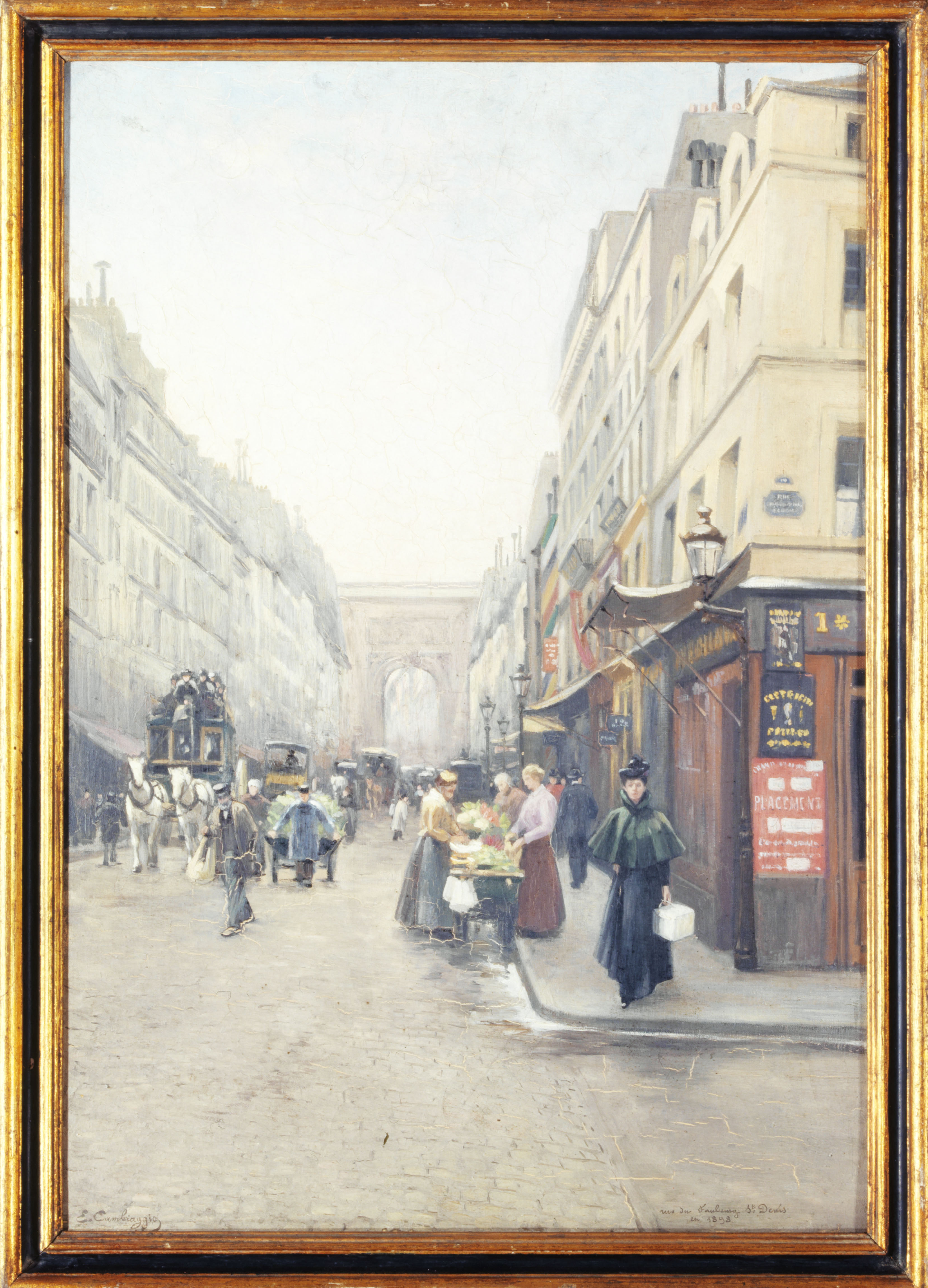
La rue du Faubourg-Saint-Denis, 1898, musée Carnavalet.